# Once Upon A Snowman
Once Upon a Snowman (originaltitel: Once Upon A Snowman) är en amerikansk animerad kortfilm från Disney. Filmen är en uppföljare till Frost.
Filmen hade premiär på Disney+ den 23 oktober 2020.

## Handling
Filmen handlings utspelar sig samtidigt som handlingen i Frozen. Under Elsas sång "Let It Go" väcks snögubben Olof till liv. Olof vaknar till liv och letar efter sin identitet i de snöiga bergen utanför Arendelle. Olof kommer till slut att möta Anna, Kristoffer och Sven som så småningom kommer att ge honom hans morotsnäsa.

## Engelska röster
- Josh Gad som Olof
- Idina Menzel som Elsa
- Eva Bella som Elsa som ung
- Kristen Bell som Anna
- Livvy Stubenrauch som Anna som ung
- Jonathan Groff som Kristoffer
- Frank Welker som Sven
- Chris Williams som Östen

## Frostfilmer
- Frost (2013)
- Frostfeber (2015)
- Frost: Norrskenets Magi (2016)
- Olofs frostiga äventyr (2017)
- Frost 2 (2019)
- Once Upon A Snowman  (2020)